# Stuguns nya kyrka
Stuguns nya kyrka är en kyrkobyggnad i Stugun. Den är tillsammans med Stuguns gamla kyrka församlingskyrka i Stuguns församling i Härnösands stift.

## Kyrkobyggnaden
Stuguns nya kyrka byggdes 1894–1896 i tegel av byggmästaren J.E. Björklund från Sundsvall. Arkitekt var Fredrik Ekholm från Stockholm. Det tegel som kyrkan byggdes av slogs och brändes på platsen, allt enligt gammal kyrkobyggnadstradition. Byggnaden har nygotiska stildrag med strävpelare samt spetsbågiga fönster med spröjs i masverksformer. I skeppen har den så kallade rosettfönster med färgat glas. Dess sockel är av granit. Murytorna är fogstrukna. Taken är plåtklädda. Kyrkan har tvärskepp i mitten samt sakristia.
Kyrkorummet präglas av nygotik, vilket bland annat märks genom den öppna takstolen. På väggarna runt fönstren och korbågen löper målade ornament samt textade bibelspråk, alltså korta texter hämtade ur Bibeln. Färgsättningen har bevarat den ursprungliga interiören från 1896. Den går i gråbeige med träinredningen i brunt med blått och rött i avfasningarna. Korvalvet är dekormålat. På korets vägg finns tre fönster med glasmålningar.

## Inventarier
- Orgeln med 20 stämmor och två manualer är tillverkad av Hammarbergs i Göteborg.

### Webbkällor
- Kommunen informerar om kyrkan
- anläggningspresentation
- byggnadspresentation